# Aeroportul Fáskrúðsfjörður
Aeroportul Fáskrúðsfjörður (IATA: FAS, ICAO: BIFF) este un aeroport din Fjarðabyggð, Austurland⁠(d), Islanda ce deservește zona Fáskrúðsfjörður⁠(d). A fost numit după zona deservită.
Situat la o altitudine de 5 m, aeroportul dispune de o singură pistă.